# Boris Zala
Boris Zala est un député européen slovaque né le 9 décembre 1954 à Zlaté Moravce (Tchécoslovaquie). Il est membre du parti SMER – social-démocratie.

## Biographie
Docteur en sciences humaines, il est philosophe et chercheur en sciences politiques. Il est directeur de la chaire des sciences politiques et des études européennes de l'université Constantin le Philosophe de Nitra de 1990 à 2007.
Il est élu au parlement européen lors des élections européennes de 2009.
Au parlement européen, il siège au sein de l'alliance progressiste des socialistes et démocrates au Parlement européen. Au cours de l'actuelle législature, il est membre de la commission des affaires étrangères.